# Pompiliu Stoica
Pompiliu Sorin Stoica (Buzău, Rumania, 10 de septiembre de 1976), futbolista rumano. Juega de Defensa y su actual equipo es el Petrolul Ploiești de Rumania.

## Selección nacional
Ha sido internacional con la Selección de fútbol de Rumania, ha jugado 8 partidos internacionales.

## Clubes
| Club               | País    | Año       |
| ------------------ | ------- | --------- |
| Gloria Buzău       | Rumania | 1993-1998 |
| Astra Ploiești     | Rumania | 1998-2000 |
| Steaua de Bucarest | Rumania | 2000-2004 |
| FC Moscú           | Rusia   | 2004-2008 |
| FC Tom Tomsk       | Rusia   | 2008      |
| Alki Larnaca       | Chipre  | 2009      |
| Petrolul Ploiești  | Rumania | 2009-     |